# Detención flagrante
Detención ciudadana o arresto ciudadano (Detención flagrante, detención en flagrancia, detención por flagrancia) es aquella detención que se produce en los momentos en que el sujeto activo (ciudadano o funcionario) lleva a cabo la comisión de un delito. Para efectuar una detención flagrante no se requiere ser policía ni contar con una orden judicial, sino que puede ser llevada a cabo por cualquier ciudadano, con el solo fin de poner al imputado a disposición del tribunal, sea directamente, sea a través de la policía.
Respetando todos los derechos humanos del detenido, sin uso desproporcionado de la fuerza, presentando una declaración que describa la flagrancia, testigos u objetos que confirmen la relación con el delito, puede ser maniatado y debe presentarse ante el Tribunal de Justicia de manera inmediata.

## Requisitos de legitimidad

### Ostensibilidad
Para que sea válida una detención flagrante, el delito debe ser evidente, claro, manifiesto, que no quepa duda de su actual ocurrencia. Implica un mayor grado que la mera sospecha, en que la ocurrencia del ilícito no es manifiesta, sino que se presume a partir de la conducta del sujeto activo del tipo penal.

### Vinculación fáctica y necesidad de urgencia
Se exige una relación entre el delito mismo y la persona del autor, junto con la necesidad de urgencia en la detención, es decir, que el aprehensor se vea forzado a intervenir efectuando la detención, con la doble finalidad de poner término a la situación ilícita existente, impidiendo en lo posible la propagación del daño que la infracción penal acarrea, y de obtener la captura del responsable en los hechos.

### Inmediatez
Implica que la aprehensión debe producirse en un tiempo inmediato en relación con la ocurrencia del ilícito.